# 슈무루 양구리
슈무루 양구리(만주어: ᡧᡠᠮᡠᡵᡠ
ᠶᠠᠩᡤᡠᡵᡳ Šumuru Yangguri, 한국 한자: 舒穆禄 揚古利 서목록 양고리, 1572년 ~ 1637년)는 후금과 청 제국의 군인이다. 훈춘 슈무루 하라 출신이고, 만주 정황기(正黃旗) 사람이며, 청 제국의 건국영웅 중 하나이다.

## 생애
부친은 랑주(郎柱)이고, 혼춘의 동해여진 쿠르카부(庫爾喀部, Kūrka Aiman)의 추장이었는데, 14세 때 부친이 관인에 의해 살해되자 양구리는 그 관인을 직접 죽이고, 양구리의 어린 동생 남타이(納穆泰, Namtai)를 업은 모친과 함께 일족을 이끌어 누르가치에게 귀순했다. 귀순한 후에 누르가치의 딸을 아내로 맞아 그의 사위(Efu)가 되었고, 그 후에는 돌격대장으로 활동하였는데 1619년 명나라의 장수 두송과 마림의 군대를 격파하는 등 많은 공적을 세워 명장이라는 평가를 받았다. 1636년에는 병자호란에 참전하였다.
조선에 들어간 양구리는 남한산성으로 향하는 충청도 감사 정세규의 근왕군을 기습하여 최진립, 이상재, 김홍익 등 다수의 군관을 전사시키고 의병장 이민진을 포로로 잡은 뒤 참수했다(험천 전투).
그 후에는 전라도 병사 김준용의 전라도 근왕군을 요격하였다(광교산 전투). 그러나 조선군의 기세가 날카로워 첫 전투에서 대패하자 군대를 물리고 다시 조선군을 기습하려 하였으나 이 작전마저도 실패로 돌아갔다. 격노한 양구리는 그 다음날 직접 군대를 이끌고 조선군을 총공격하여 조선군과 백병전을 벌였다. 이 전투에서 양구리 휘하의 장수 2명이 전사했고, 양구리도 난전 중에 조선군의 저격을 받고 큰 부상을 입고 죽었다. 김준용 묘명에 이르길, "오랑캐 장수 하나가 탄환에 맞아 죽었는데, 적군이 모두 통곡하였으므로 어떤 장수가 죽었는데 저처럼 통곡을 하는가 하고 괴이하게 여겼다. 나중에 한흥일(韓興一)이 청에 사신으로 가자, 청인들이
'동국과의 전쟁에서는 광교산의 전투가 가장 치열하여 백양고라(白羊高羅)가 죽었다.'라고 하였다. 백양고라라는 자는 관직이 높고 또 용략(勇略)이 있어 무오년에 요동을 함락시킨 자였다."라고 적고있다.
화석예친왕(和硕豫親王, Hošoi Erke Cin Wang) 도도(多鐸, Dodo)가 양구리의 시신을 거두어 왔다고 한다.《태종문황제실록(太宗文皇帝實錄)》 1637년 1월 8일 기사에 따르면, 숭덕제가 양구리의 시신을 마주 붙들고 곡하고 애통해하니, 신하가 누차 그만하시라 권하였으나 그치지 않았다고 한다.
이해 11월에, 양구리는 숭덕제에 의해 무훈왕(武勳王)으로 추봉(追封)되었고, 길에 비묘(碑墓)를 세웠으며, 1700년 강희제는 다시 양우리의 특출난 공적을 글로 써서 비를 건립하였다. 1731년, 옹정제는 양우리 가족의 세작(世爵) 일등영성공(一等英誠公)으로 정하였다. 양구리의 아들은 둘인데,
장남은, 아합단(阿哈旦)으로, 군공(軍功)으로써 타사라합번(拖沙喇哈番)을 제수받았고,
차남은 탑첨(塔瞻)으로, 초품공(超品公)을 세습(襲)하였고, 내대신(內大臣, Dorgi Amban)에 발탁되었다. 일등총병관(一等總兵官)을 역임하였던 무양공(武襄公) 렁거리(楞額禮, Lenggeri)는 그의 동생이었다.